# Kappa Virginis
Kappa Virginis (98 Virginis) é uma estrela na direção da constelação de Virgo. Possui uma ascensão reta de 14h 12m 53.74s e uma declinação de −10° 16′ 26.6″. Sua magnitude aparente é igual a 4.18. Considerando sua distância de 223 anos-luz em relação à Terra, sua magnitude absoluta é igual a 0.00. Pertence à classe espectral K3III.